# Eurynogaster angusticerca
Eurynogaster angusticerca är en tvåvingeart som beskrevs av Joaquin A. Tenorio 1969. Eurynogaster angusticerca ingår i släktet Eurynogaster och familjen styltflugor. Inga underarter finns listade i Catalogue of Life.